# De Sande Finner
De Sande Finner (finsk: Perussuomalaiset, dvs. "de grundlæggende finner" eller "kernefinnerne", svensk: Sannfinländarna) er et højrepopulistisk og nationalistisk finsk politisk parti. Den nuværende formand for partiet er Riikka Purra, der overtog posten i august 2021 efter Jussi Halla-aho.
Partiet har siden rigsdagsvalget i 2019 haft 39 af rigsdagens 200 pladser. Det gik ved valget i 2015 en smule tilbage, men blev næststørst med 17,7 % af stemmerne og kom for første gang i regering under statsminister Juha Sipilä sammen med Centerpartiet og Samlingspartiet. Valget af Jussi Halla-aho som formand i juni 2017 var dog uacceptabelt for de øvrige regeringspartier og førte til, at samtlige ministre fra De Sande Finner brød med partiet, der således ophørte med at være i regering.  Partiet har siden valget i 2019 været i opposition.

## Navn
Forstavelsen perus- betyder "grund" eller "basis" (perusta = fundament). Suomalaiset er flertal af suomalainen; "finsk" eller "finne". Navnets indhold kan på dansk gengives med "kerne-/basis-/ærke-/grundfinnerne" eller '"de almindelige/jævne/typiske finner".
Sannfinländarna er den officielle svenske version af navnet. På engelsk er partiets navn officielt Finns Party (dansk: Finnernes parti), men True Finns (dansk: De Sande Finner) bruges ofte i medierne, da partiet selv brugte dette navn før de officielt fastsatte partiets engelske navn til The Finns (dansk: Finnerne) i 2011, og senere ændrede det til Finns Party, hvilket er partiets nuværende officielle navn. Partiets finske navn har hele tiden været Perussuomalaiset.

## Ideologi
Partiets ideologi er bygget op omkring højrepopulisme og nationalkonservatisme og nationalisme. Partiet er stærkt euroskeptisk og er derudover imod indvandring til Finland og resten af EU. Partiet er primært populistisk i ordets oprindelige betydning, dvs. det arbejder for det jævne folks interesser. Der findes en pragmatisk fløj og en mere nationalkonservativ fløj.
Partiet vil bevare den progressive indkomstskat, genindføre formueskat og støtte landbrug og landområder. De støtter traditionelle familieværdier og er imod samkønnet ægteskab og adoption. Indvandringen skal begrænses og kriminelle indvandrere udvises. Partiet er modstander af EU og ønsker ikke finsk indmeldelse i NATO. Partiet er også kritisk mod de svensktalende finlænderes rettigheder, som de anser som for dominerende i landet. De mener derudover, at den obligatoriske svenskundervisning skal afskaffes, hvilket har en del opbakning i befolkningen, i modsætning til de øvrige partier, som er enige om at bevare den.

## Historie
Partiet blev grundlagt den 11. maj 1995 efter at Landdistriktspartiet var gået konkurs og blevet nedlagt. Ved Rigsdagsvalget i 2011 gik partiet betydeligt frem, og det blev Finlands tredjestørste parti og fik 38 mandater. Ved valget i 2015 fik de også 38 mandater og ved valget i 2019 39 mandater.

### Formandsvalg og split i 2017
Ved rigsdagsvalget i 2015 gik partiet lidt tilbage, men blev optaget i regeringen, hvilket varede indtil juni 2017, hvor partiet spaltedes efter valget af hardlineren Jussi Halla-aho som ny formand.
I 2017 stillede Jussi Halla-aho og Sampo Terho, op mod hinanden til partiets formandsvalg. Halla-aho vandt valget med 949 stemmer mod Terhos 646 og efterfulgte dermed Timo Soini som leder af partiet. Premierminister og leder af Centerpartiet, Juha Sipilä, samt finansminister og leder af Samlingspartiet, Petteri Orpo, annoncerede kort efter, at de ikke ville fortsætte deres koalitionsregering med De Sande Finner, hvis det var ledet af Halla-aho. Derefter forlod 20 parlamentsmedlemmer fra De Sande Finner, inklusiv Terho og Soini partigruppen for at danne en ny parlamentsgruppe, Nyt Alternativ, senere omdøbt til Blå Fremtid. Alle partiets ministre var blandt de 20, der forlod partiet, og Nyt Alternativ aftalte med Sipilä at disse forblev i regeringen, men repræsenterede Nyt Alternativ fremfor De Sande Finner.
Kort efter splittet forlod parlamentsmedlemmerne Veera Ruoho og Arja Juvonen partiet for at blive løsgængere. Efter dette var partiets parlamentsgruppe nede på 15 medlemmer. Alle afhopperne blev efterfølgende ekskluderet fra partiet. I de efterfølgende uger fortrød parlamentsmedlemmerne Ritva Elomaa og Arja Juvonen deres beslutninger om at forlade partiet og meldte sig derefter ind igen og hævede dermed antallet af partiets parlamentsmedlemmer til 17.

### Gruppe i Europa-Parlamentet
I Europa-Parlamentet var partiet mellem 2009 og 2014 medlem af Gruppen for Europæisk Frihed og Direkte Demokrati, men valgte efter valget i 2014 at melde sig ind i Gruppen af Europæiske Konservative og Reformister. Efter Europa-Parlamentsvalget i 2019 tilsluttede partiet sig ID-gruppen, hvor blandt andet det danske Dansk Folkeparti, det tyske Alternative für Deutschland og det franske Rassemblement National også sidder.